# آشتی بوم‌شناسی

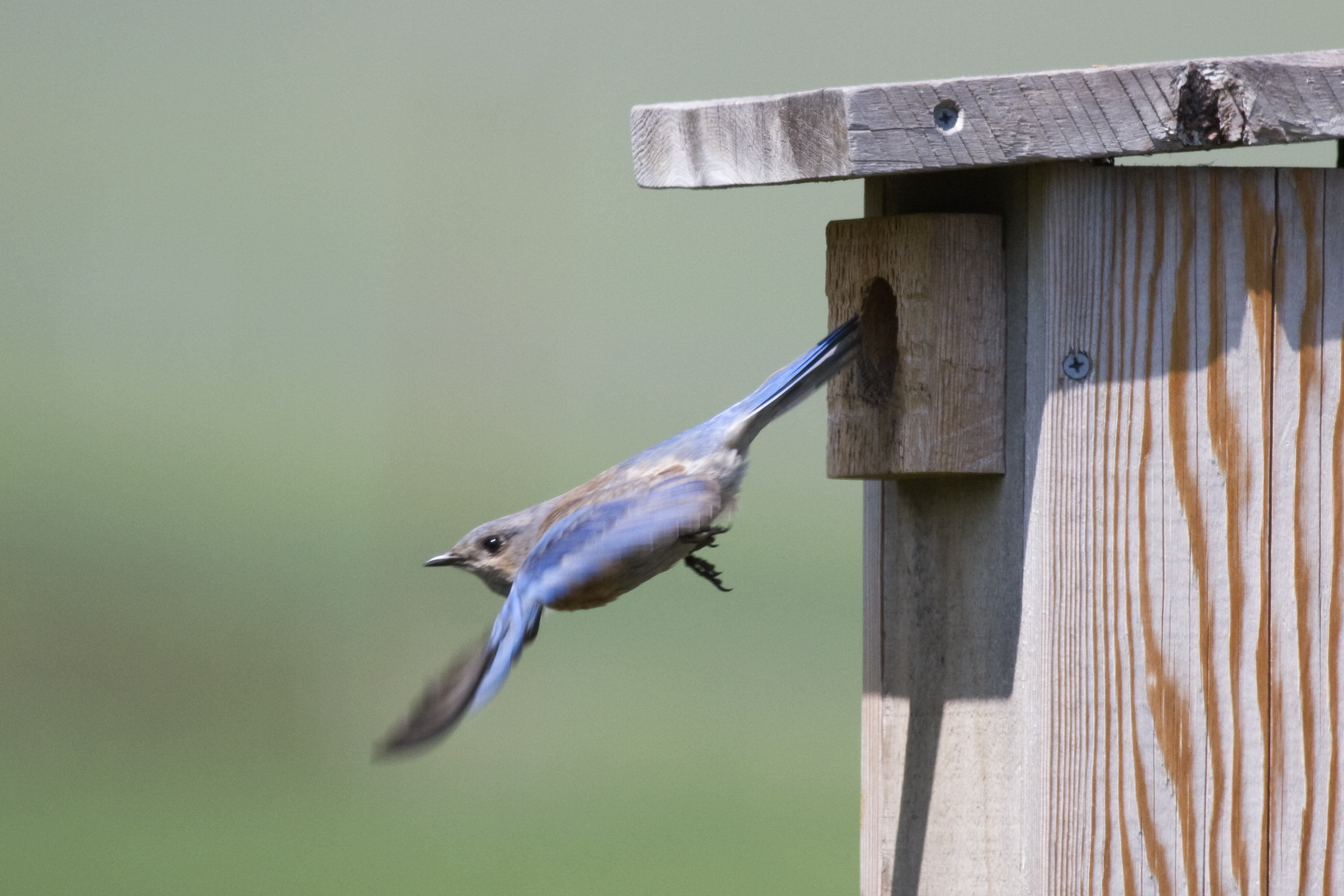
یک شکل ساده از بوم‌شناسی آشتی: ساخت جعبه آشیانه تراکم پرندگان آبی را در مناطقی که حفره‌های طبیعی درختان به دلیل جنگلداری با تناوب کوتاه کمیاب است، افزایش می‌دهد.

بوم‌شناسی آشتی شاخه‌ای از بوم‌شناسی است که به بررسی راه‌های تشویق تنوع زیستی در اکوسیستم‌های تحت سلطه انسان در دوران آنتروپوسن می‌پردازد. مایکل روزنزویگ برای اولین بار این مفهوم را در کتاب خود با عنوان «بوم‌شناسی برد-برد» بیان کرد، که بر اساس این نظریه بود که فضای کافی برای نجات تمام تنوع زیستی زمین در مناطق حفاظت‌شده طبیعی تعیین‌شده وجود ندارد؛ بنابراین، انسان‌ها باید تنوع زیستی را در مناظر تحت سلطه انسان افزایش دهند. با مدیریت تنوع زیستی به شیوه‌هایی که سودمندی انسان از سیستم را کاهش ندهد، یک موقعیت " برد-برد " هم برای استفاده انسان و هم برای تنوع زیستی بومی ایجاد می‌شود. این علم بر پایه‌های اکولوژیکی روندهای استفاده انسان از زمین و روابط گونه‌ها و مناطق بنا شده است. این امر مزایای بسیاری فراتر از حفاظت از تنوع زیستی دارد و نمونه‌های بی‌شماری از آن در سراسر جهان وجود دارد. جنبه‌هایی از بوم‌شناسی آشتی را می‌توان در قوانین مدیریتی یافت، اما چالش‌هایی هم در پذیرش عمومی و هم در موفقیت بوم‌شناختی تلاش‌های آشتی وجود دارد.

## مبانی نظری

### روندهای استفاده انسانی از زمین
حفاظت سنتی مبتنی بر «ذخیره‌سازی و احیا» است؛ رزرو به معنای کنار گذاشتن زمین‌های بکر صرفاً با هدف حفظ تنوع زیستی، و احیا به معنای بازگرداندن اکوسیستم‌های تحت تأثیر انسان به حالت طبیعی خود است. با این حال، بوم‌شناسان آشتی‌جو استدلال می‌کنند که بخش بزرگی از زمین که قبلاً تحت تأثیر انسان‌ها قرار گرفته، برای موفقیت این تکنیک‌ها بسیار زیاد است.
اگرچه اندازه‌گیری دقیق میزان تغییر شکل زمین در اثر استفاده انسان دشوار است، اما تخمین‌ها از ۳۹ تا ۵۰ درصد متغیر است. این شامل زمین‌های کشاورزی، مراتع، مناطق شهری و سیستم‌های جنگلی با برداشت زیاد می‌شود. تخمین زده می‌شود که ۵۰٪ از زمین‌های زراعی در حال حاضر زیر کشت هستند. دگرگونی زمین در طول پنجاه سال گذشته به سرعت افزایش یافته است و احتمالاً همچنان افزایش خواهد یافت. فراتر از دگرگونی مستقیم مساحت زمین، انسان‌ها بر چرخه‌های بیوژئوشیمیایی جهانی تأثیر گذاشته‌اند و منجر به تغییرات ناشی از فعالیت‌های انسانی حتی در دورافتاده‌ترین مناطق شده‌اند. این موارد شامل افزایش مواد مغذی مانند نیتروژن و فسفر، باران اسیدی، اسیدی شدن اقیانوس‌ها، توزیع مجدد منابع آب و افزایش دی‌اکسید کربن در جو است. انسان‌ها همچنین ترکیب گونه‌ای بسیاری از مناظری را که مستقیماً بر آنها تسلط ندارند، با معرفی گونه‌های جدید یا برداشت گونه‌های بومی تغییر داده‌اند. این مجموعه جدید از گونه‌ها با انقراض‌های دسته جمعی و رویدادهای گونه‌زایی قبلی ناشی از تشکیل پل‌های خشکی و برخورد قاره‌ها مقایسه شده است.

### روابط گونه-منطقه

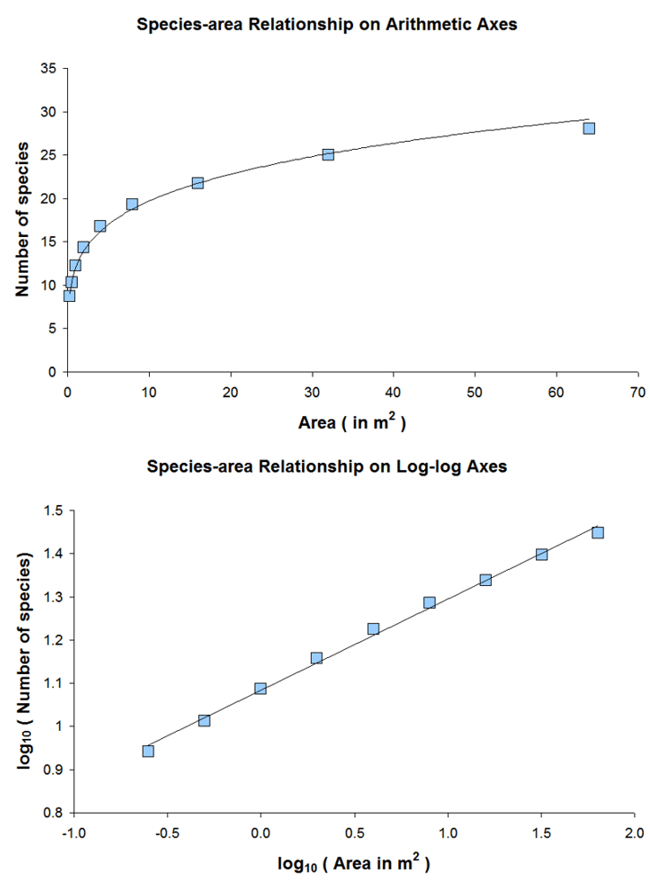
رابطه گونه-مساحت برای یک زیستگاه مجاور

نیاز به بوم‌شناسی تطبیقی از الگوهای توزیع و تنوع گونه‌ها ناشی می‌شد. مرتبط‌ترین این الگوها، منحنی گونه-مساحت است که بیان می‌کند یک منطقه جغرافیایی بزرگتر، تنوع گونه‌ای بالاتری را در برخواهد داشت. این رابطه توسط حجم عظیمی از تحقیقات پشتیبانی شده است، به طوری که برخی از محققان آن را یک قانون اکولوژیکی می‌دانند.
دو دلیل اصلی برای رابطه بین تعداد گونه‌ها و مساحت وجود دارد که هر دو می‌توانند به عنوان استدلالی برای حفاظت از مناطق بزرگتر مورد استفاده قرار گیرند. فرضیه ناهمگونی زیستگاه ادعا می‌کند که یک منطقه جغرافیایی بزرگتر، تنوع بیشتری از انواع زیستگاه‌ها را خواهد داشت و بنابراین گونه‌های بیشتری با هر نوع زیستگاه منحصر به فرد سازگار می‌شوند. اختصاص دادن یک منطقه کوچک، تنوع زیستگاه کافی برای گنجاندن گونه‌های متنوع زیادی را در برنخواهد گرفت. فرضیه تعادل از نظریه جغرافیای زیستی جزیره که توسط مک‌آرتور و ویلسون شرح داده شده است، نشأت می‌گیرد. مناطق وسیع، جمعیت‌های زیادی دارند که احتمال انقراض آنها از طریق فرآیندهای تصادفی کمتر است. این نظریه فرض می‌کند که نرخ گونه‌زایی با مساحت ثابت است و نرخ انقراض پایین‌تر همراه با گونه‌زایی بالاتر منجر به گونه‌های بیشتر می‌شود.
رابطه گونه-منطقه اغلب برای حفاظت، و اغلب به صورت کمی، به کار گرفته شده است. ساده‌ترین و رایج‌ترین فرمول مورد استفاده برای اولین بار توسط فرانک دبلیو پرستون منتشر شد. تعداد گونه‌های موجود در یک منطقهٔ مشخص، نسبت به آن منطقه با رابطهٔ S = cAz افزایش می‌یابد که در آن S تعداد گونه‌ها، A مساحت و c و z ثابت‌هایی هستند که با سیستم مورد مطالعه تغییر می‌کنند. این معادله اغلب برای طراحی اندازه و محل قرارگیری ذخیره استفاده شده است (به بحث اس ال او اس اس مراجعه کنید). رایج‌ترین نسخه معادله مورد استفاده در طراحی ذخیره‌گاه، فرمول تنوع بین جزیره‌ای است که مقدار (ز) آن بین ۰٫۲۵ تا ۰٫۵۵ است، به این معنی که حفاظت از ۵٪ از زیستگاه موجود، ۴۰٪ از گونه‌های موجود را حفظ خواهد کرد. با این حال، روابط بین استانی گونه‌ها دارای مقادیر z نزدیک به ۱ هستند، به این معنی که حفاظت از ۵٪ از زیستگاه‌ها تنها ۵٪ از تنوع گونه‌ای را محافظت می‌کند.
روی هم رفته، طرفداران بوم‌شناسی آشتی، رابطهٔ گونه-منطقه و تسلط انسان بر درصد زیادی از مساحت زمین را نشانه‌ای از این می‌دانند که ما قادر نخواهیم بود زمین کافی برای حفاظت از تمام تنوع زیستی حیات اختصاص دهیم. کنار گذاشتن زمین می‌تواند اثرات منفی داشته باشد زیرا به این معنی است که زمین باقی مانده با شدت بیشتری مورد استفاده قرار می‌گیرد. برای مثال، وقتی سطوح بالایی از کود معدنی استفاده شود، زمین کمتری برای تولید محصول مورد نیاز است، اما این مواد شیمیایی بر زمین‌های مجاور که برای اکوسیستم‌های طبیعی کنار گذاشته شده‌اند، تأثیر می‌گذارند. مزایای مستقیم تغییر کاربری زمین برای جمعیت رو به رشد جهان، اغلب توجیه اخلاقیِ بده بستان بین تنوع زیستی و استفادهٔ انسان را دشوار می‌کند. اکوسیستم‌های سازگار، اکوسیستم‌هایی هستند که در آنها انسان‌ها تسلط دارند، اما تنوع زیستی طبیعی تشویق می‌شود که در چشم‌انداز انسانی باقی بماند. در حالت ایده‌آل، این امر یک سیستم اجتماعی-اکولوژیکی پایدارتر ایجاد می‌کند و نیازی به بده‌بستان بین تنوع زیستی و استفاده انسان ندارد.

### فراتر از تاریخ طبیعی

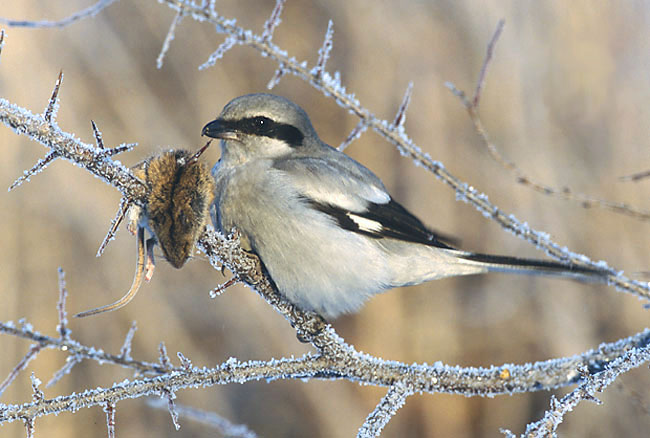
تاریخچه زندگی سنگ چشم خاکستری بزرگ در نتیجه تمرکز بر تاریخ طبیعی و تطبیق بوم‌شناسی بهتر درک شده است.

چگونه درک تاریخ طبیعی گونه‌ها می‌تواند به حفاظت مؤثر آنها در اکوسیستم‌های تحت سلطه انسان کمک کند؟ انسان‌ها اغلب فعالیت‌هایی را انجام می‌دهند که امکان ادغام گونه‌های دیگر را فراهم می‌کند، چه به عنوان یک محصول جانبی و چه در نتیجه تمرکز بر طبیعت. تاریخ طبیعی سنتی تنها می‌تواند تا حدی مشخص کند که چگونه می‌توان این کار را به بهترین شکل انجام داد، زیرا چشم‌اندازها به طرز چشمگیری تغییر کرده‌اند. با این حال، از طریق مطالعه مستقیم بوم‌شناسی گونه‌ها در اکوسیستم‌های تحت سلطه انسان، از طریق آنچه که به عنوان تاریخ طبیعی متمرکز شناخته می‌شود، چیزهای بسیار بیشتری برای یادگیری وجود دارد. روزنزویگ چهار مثال را ذکر می‌کند: سنگ‌چشم‌ها در مناظر تغییر یافته زمانی که جایگاه‌های حصار چوبی به آنها امکان دسترسی آسان برای حمله به طعمه را می‌داد، رشد می‌کردند، اما حصارهای فولادی نامناسب به کاهش آنها کمک کرد. جایگزینی تیرک‌های حصار فولادی با تیرک‌های حصار چوبی، روند کاهش جمعیت سنگ‌چشم‌ها را معکوس می‌کند و به انسان‌ها اجازه می‌دهد تا دلایل توزیع و فراوانی سنگ‌چشم‌ها را تعیین کنند. علاوه بر این، زردپره‌های حلقوی در مزارع زمانی که مزارع بین برداشت و یونجه متناوب بودند، رونق گرفتند، اما در جایی که کشاورزان شروع به کاشت محصولات غلات زمستانی کردند، کاهش یافتند، وزغ‌های ناترجک زمانی که کاهش چرای گوسفندان باعث تغییر شکل و عمق مطلوب برکه‌ها نشد، کاهش یافتند، و کاج برگ‌دراز در جنوب شرقی ایالات متحده زمانی که عدم آتش‌سوزی‌های جنگلی مانع از بازگشت آن پس از قطع درختان شد، کاهش یافت. بنابراین، به‌کارگیری تاریخ طبیعی متمرکز در مناظر تحت سلطه انسان می‌تواند به تلاش‌های حفاظتی کمک کند.
مفهوم نوظهور خدمات اکوسیستم (که توسط ارزیابی اکوسیستم هزاره در سال ۲۰۰۵ ابداع شد) نحوه درک بوم‌شناسان از به اصطلاح «گونه‌های معمولی» را تغییر داد. از آنجایی که گونه‌های فراوان، بخش عمده‌ای از زیست‌توده و فرآیندهای زیستی را تشکیل می‌دهند، حتی اگر به نظر نرسد که مستقیماً در معرض تهدید هستند، حفاظت از آنها نگرانی عمده‌ای برای حفظ این خدمات است که هم جوامع انسانی و هم گونه‌های نادرتر به آن متکی هستند. بوم‌شناسی آشتی‌جویانه سپس پیشنهاد می‌کند که از چنین گونه‌هایی مراقبت شود و فرآیندهای بوم‌شناختی در اکوسیستم‌های تحت سلطه انسان حفظ (یا بازیابی) شوند، از این رو کریدورهای بوم‌شناختی ایجاد می‌شوند و عملکرد خوب چرخه‌های زیستی حفظ می‌شود.

## مزایا
بوم‌شناسان آشتی‌جو معتقدند افزایش تنوع زیستی در چشم‌اندازهای تحت سلطه انسان به نجات تنوع زیستی جهانی کمک خواهد کرد. این روش گاهی اوقات نسبت به حفاظت سنتی ارجحیت دارد زیرا به استفاده انسان از چشم‌انداز آسیبی نمی‌رساند و بنابراین ممکن است برای ذینفعان قابل قبول‌تر باشد. با این حال، این امر نه تنها تنوع زیستی را در مناطقی که در آن اتفاق می‌افتد تشویق می‌کند، بلکه بسیاری از محققان مزایای دیگری از گنجاندن تنوع زیستی در مناظر انسانی را هم بر فعالیت‌های حفاظت جهانی و هم بر رفاه انسان ذکر می‌کنند.

### مزایای اتصال زیستگاه
افزایش زیستگاه حیات وحش در سیستم‌های تحت سلطه انسان نه تنها تنوع زیستی در محل را افزایش می‌دهد، بلکه با افزایش ارتباط بین لکه‌های زیستگاهی، به حفاظت از مناطق حفاظت‌شده اطراف نیز کمک می‌کند. این امر به ویژه در سیستم‌های کشاورزی که در آن‌ها حائل‌ها، حصارهای زنده و سایر مناطق کوچک زیستگاهی می‌توانند به عنوان توقفگاه‌هایی بین مناطق حفاظت‌شده اصلی عمل کنند، اهمیت دارد. این مفهوم اساس زیررشتهٔ جغرافیای زیستی روستایی را تشکیل می‌دهد که پتانسیل ماتریس بین مناطق حفاظت‌شده را برای فراهم کردن زیستگاه برای گونه‌هایی که از منطقهٔ حفاظت‌شده‌ای به منطقهٔ حفاظت‌شدهٔ دیگر نقل مکان می‌کنند، مطالعه می‌کند.
نخل روغنی نمونه دیگری از پتانسیل بوم‌شناسی آشتی را ارائه می‌دهد. این یکی از مهم‌ترین و به سرعت در حال گسترش محصولات گرمسیری است، بسیار سودآور است زیرا در بسیاری از محصولات در سراسر جهان استفاده می‌شود. متأسفانه، کشاورزی نخل روغنی یکی از عوامل اصلی تبدیل جنگل‌ها در جنوب شرقی آسیا است و برای تنوع زیستی بومی ویرانگر است، شاید حتی بیشتر از قطع درختان. با این حال، تلاش‌هایی برای تقویت پایداری این صنعت در حال انجام است. نخل روغنی به عنوان یک محصول تک‌کشتی، در معرض حملات ویرانگر آفات حشرات قرار دارد. بسیاری از شرکت‌ها در حال تلاش برای یک رویکرد مدیریت تلفیقی آفات هستند که کاشت گونه‌هایی را تشویق می‌کند که از شکارچیان و پارازیتوئیدهای این آفات حشرات و همچنین یک جامعه فعال پرندگان بومی حمایت می‌کنند. آزمایش‌ها نشان داده‌اند که یک جامعه پرندگان فعال، به ویژه در تراکم‌های بالاتر، می‌تواند به کاهش گیاهخواری حشرات در نخل‌های روغنی کمک کند و باعث افزایش عملکرد و سود محصول شود. بنابراین، مدیران مزارع نخل روغنی می‌توانند با ترویج پوشش گیاهی محلی که برای پرندگان حشره‌خوار مفید است، از جمله حفظ گیاهان زمینی که به عنوان محل لانه‌سازی عمل می‌کنند، در آشتی اکولوژیکی مشارکت کنند و از این طریق از جوامع طبیعی محافظت کنند. علاوه بر این، اقداماتی مانند حفظ مناطق حائل ساحلی یا تکه‌های جنگل‌های طبیعی می‌تواند به کاهش سرعت از بین رفتن تنوع زیستی در چشم‌اندازهای مزارع نخل روغنی کمک کند. با به‌کارگیری این شیوه‌های سازگار با محیط زیست، مواد شیمیایی کمتر و تلاش کمتری برای حفظ بهره‌وری کشتزارها و خدمات اکوسیستم مورد نیاز است.
شیوه‌های چرای زیادی وجود دارد که تنوع زیستی بومی را نیز تشویق می‌کند. در کتاب روزنزویگ، او از مثال یک دامدار در آریزونا استفاده می‌کند که عمداً استخرهای پرورش گاو خود را عمیق‌تر کرد تا جمعیت قورباغه‌های پلنگی در معرض خطر را نجات دهد، بدون اینکه به استفاده از آن مخازن برای گاوها آسیبی وارد شود و وضعیت مشابهی با سمندر ببری کالیفرنیایی آسیب‌پذیر در دره مرکزی کالیفرنیا رخ داده است. تحقیقات نشان داده است که بدون چرای گاو، بسیاری از برکه‌های بهاری باقی‌مانده، تحت پیش‌بینی‌های تغییرات اقلیمی جهانی، خیلی زود خشک می‌شوند تا سمندرها چرخه زندگی خود را تکمیل کنند. در آمریکای مرکزی، درصد زیادی از مراتع با استفاده از درختان زنده حصارکشی شده‌اند که نه تنها هزینه نگهداری کمی برای کشاورز دارند، بلکه زیستگاهی برای پرندگان، خفاش‌ها و بی‌مهرگانی فراهم می‌کنند که نمی‌توانند در مراتع باز دوام بیاورند. مثال دیگری از روزنزویگ شامل تشویق سنگ‌چشم‌های دریایی به سکونت در مراتع با قرار دادن لانه در اطراف مرتع است. اینها همه راه‌های ساده و کم‌هزینه‌ای برای تشویق تنوع زیستی بدون تأثیر منفی بر استفاده‌های انسانی از چشم‌انداز هستند.
از این رو، یک چالش اجتماعی مضاعف برای آشتی اکولوژی وجود دارد. ایجاد تحول در درک مردم از تنوع زیستی، و سپس تغییر هنجارها و سیاست‌های مرتبط به گونه‌ای که تنوع زیستی را به عنوان یک مؤلفه مثبت در زیستگاه خود بهتر در نظر بگیریم.